# Roodbuikrotslijster
De roodbuikrotslijster (Monticola rufiventris) is een zangvogel uit de familie Muscicapidae (Vliegenvangers).

## Verspreiding en leefgebied
Deze soort komt voor in de Himalaya via Zuidoost-Azië.